# هاني الدبيني
هاني الدبيني (مواليد 25 يونيو 1984) هو لاعب كرة قدم سعودي سابق .
كانت بداياته مع نادي الفتح ولعب بعدها مع نادي ضمك ووقع بعدها مع نادي العدالة في عام 2012 .

## وصلات خارجية
- هاني الدبيني